# (106) Dione
(106) Dione es un asteroide perteneciente al cinturón de asteroides descubierto el 10 de octubre de 1868 por James Craig Watson desde el observatorio Detroit de Ann Arbor, Estados Unidos.
Está nombrado por Dione, un personaje de la mitología griega.

## Características orbitales
Dione orbita a una distancia media de 3,176 ua del Sol, pudiendo acercarse hasta 2,646 ua. Su excentricidad es 0,167 y la inclinación orbital 4,597°. Emplea en completar una órbita alrededor del Sol 2068 días.